# Política exterior del primer gobierno de Carlos Andrés Pérez

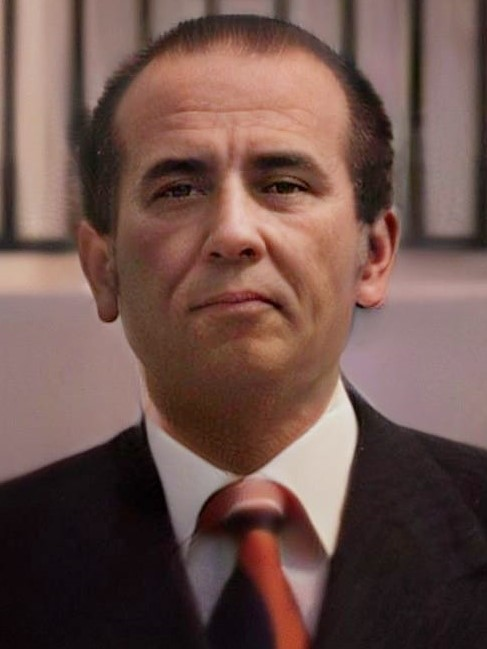
Carlos Andrés Pérez en 1977.

Las relaciones exteriores de Venezuela durante el primer gobierno de Carlos Andrés Pérez (1974-1979) se caracterizaron por un giro hacia una posición no alineada en el contexto de la Guerra Fría, manteniendo el alineamiento con Occidente, pero terminando finalmente con la Doctrina Betancourt, al reanudar las relaciones con Cuba y establecer relaciones con China, y continuando la distensión con la Unión Soviética iniciada en el gobierno de Rafael Caldera, aunque rompiendo relaciones con Uruguay a raíz del secuestro de Elena Quinteros en la Embajada de Venezuela de aquel país. Los cancilleres de la república durante ese tiempo fueron Efraín Schacht Aristeguieta, Ramón Escovar Salom y Simón Alberto Consalvi.
Continuando con la política exterior que llevaba Venezuela desde 1958, durante ese tiempo el país le abrió las puertas a numerosos exiliados de las dictaduras del Cono Sur, así como se prestó dinero a otros países latinoamericanos. Por otro lado, el programa de becas Mariscal José Antonio Sucre llevó a estudiantes de Venezuela a estudiar a otros países. Según el historiador Tomás Straka, se ha descrito ampliamente que Carlos Andrés Pérez tuvo intenciones de ser líder del llamado Tercer Mundo. En 1976 Pérez se convirtió en el vicepresidente de la Internacional Socialista.

## América

### Argentina
El 11 de mayo de 1977 el dictador argentino Jorge Rafael Videla viajó a Venezuela, donde fue recibido por Carlos Andrés Pérez. Videla dio una conferencia a la prensa venezolana donde negó que hubiera «malestar en las Fuerzas Armadas» y reconoció «un exceso de la represión en las fuerzas del orden».

### Cuba
El gobierno de Carlos Andrés Pérez reanudó las relaciones con Cuba, rotas desde 1961 a raíz de la doctrina Betancourt.

### Chile

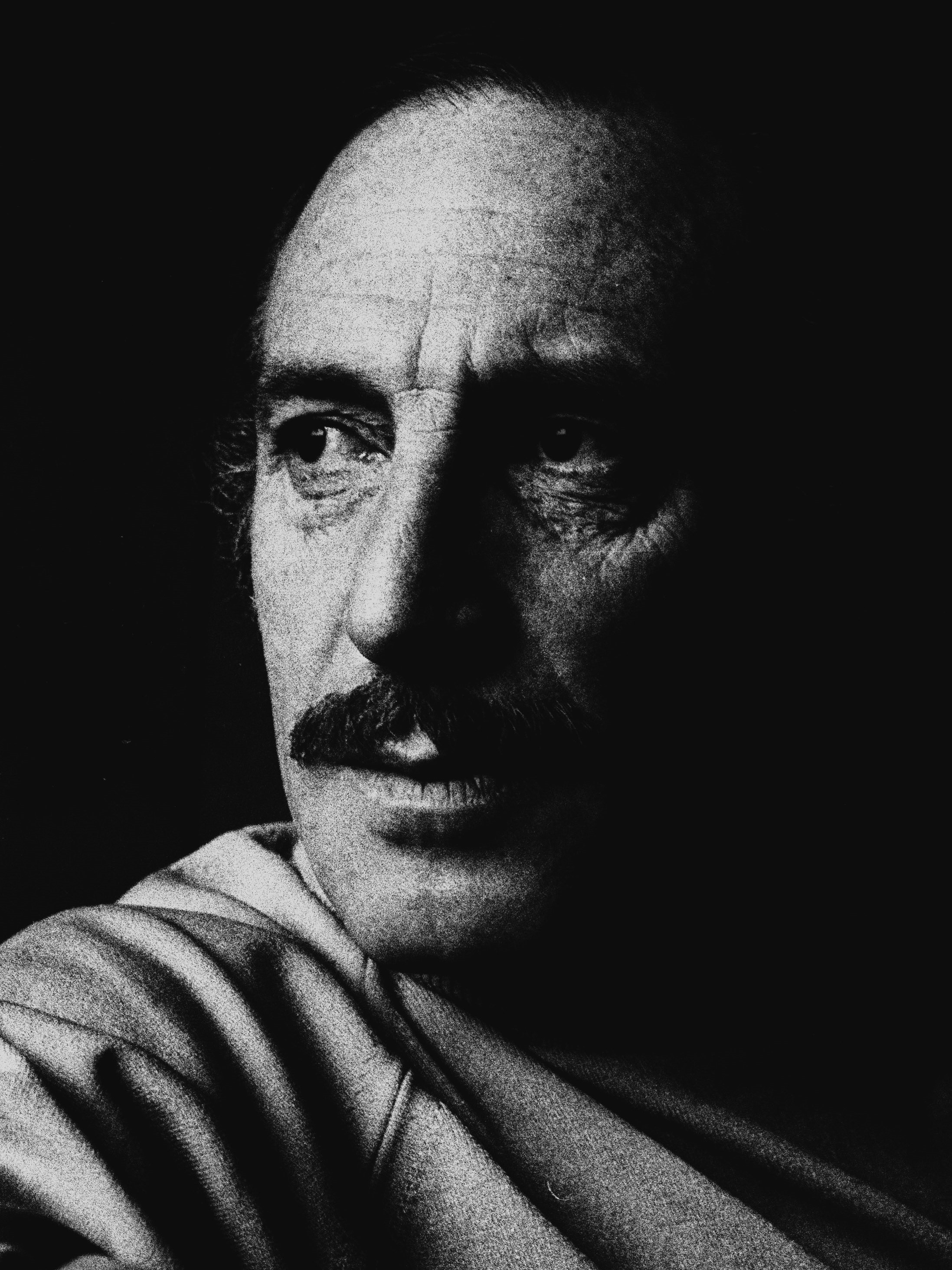
El gobierno de Pérez negoció exitosamente la liberación del político chileno Orlando Letelier en 1974 y le hizo un funeral de Estado tras su asesinato dos años después.

Diego Arria fue enviado a Chile en 1974 para negociar con la dictadura de Augusto Pinochet la liberación del excanciller de Salvador Allende, Orlando Letelier, misión que fue exitosa. Tras esto, Letelier fue contratado por Arria como asesor en la gobernación de Caracas durante seis meses, al igual que el exministro de Salud Arturo Jirón. Después el asesinato de Orlando Letelier en Washington D. C. en 1976, Arria fue a Estados Unidos a buscar personalmente su cadáver, llevándolo a Caracas, donde se le rindió un funeral de Estado, en el cual participó el presidente Pérez junto con su gabinete.

### Nicaragua
Sergio Ramírez, antiguo vicepresidente de Nicaragua, declaró que Carlos Andrés Pérez financió con más de 100.000 dólares mensuales a las guerrillas sandinistas para que derrocaran al dictador Anastasio Somoza.

### Panamá
Carlos Andrés Pérez se alió con Omar Torrijos Herrera, negociando a favor de Panamá en la transición del canal a manos panameñas.

### Estados Unidos

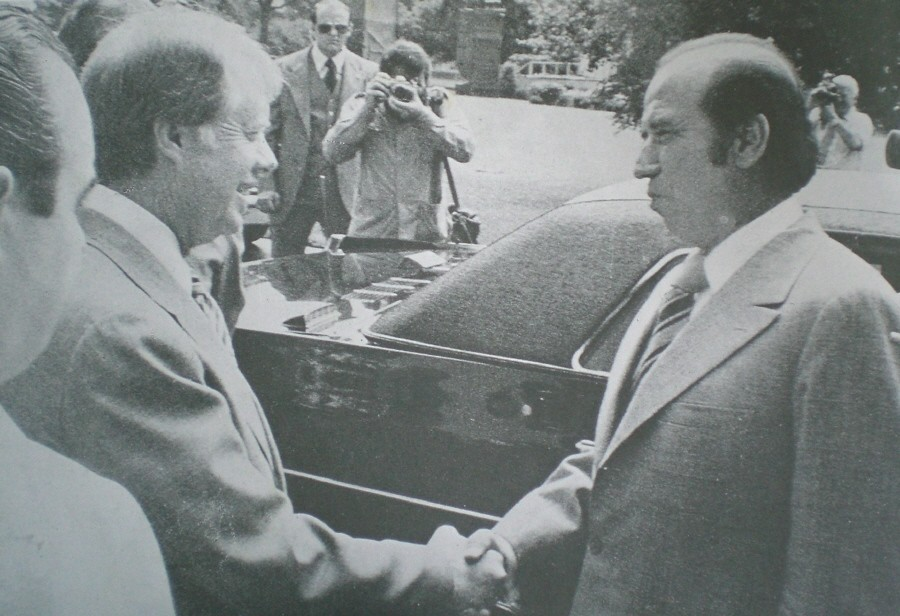
El presidente estadounidense Jimmy Carter le da la mano a CAP. 1978.

En 1978 Pérez firmó un tratado limítrofe con Estados Unidos que establecía las fronteras marítimas de la Isla de Aves con respecto a Puerto Rico y las Islas Vírgenes.

### Uruguay

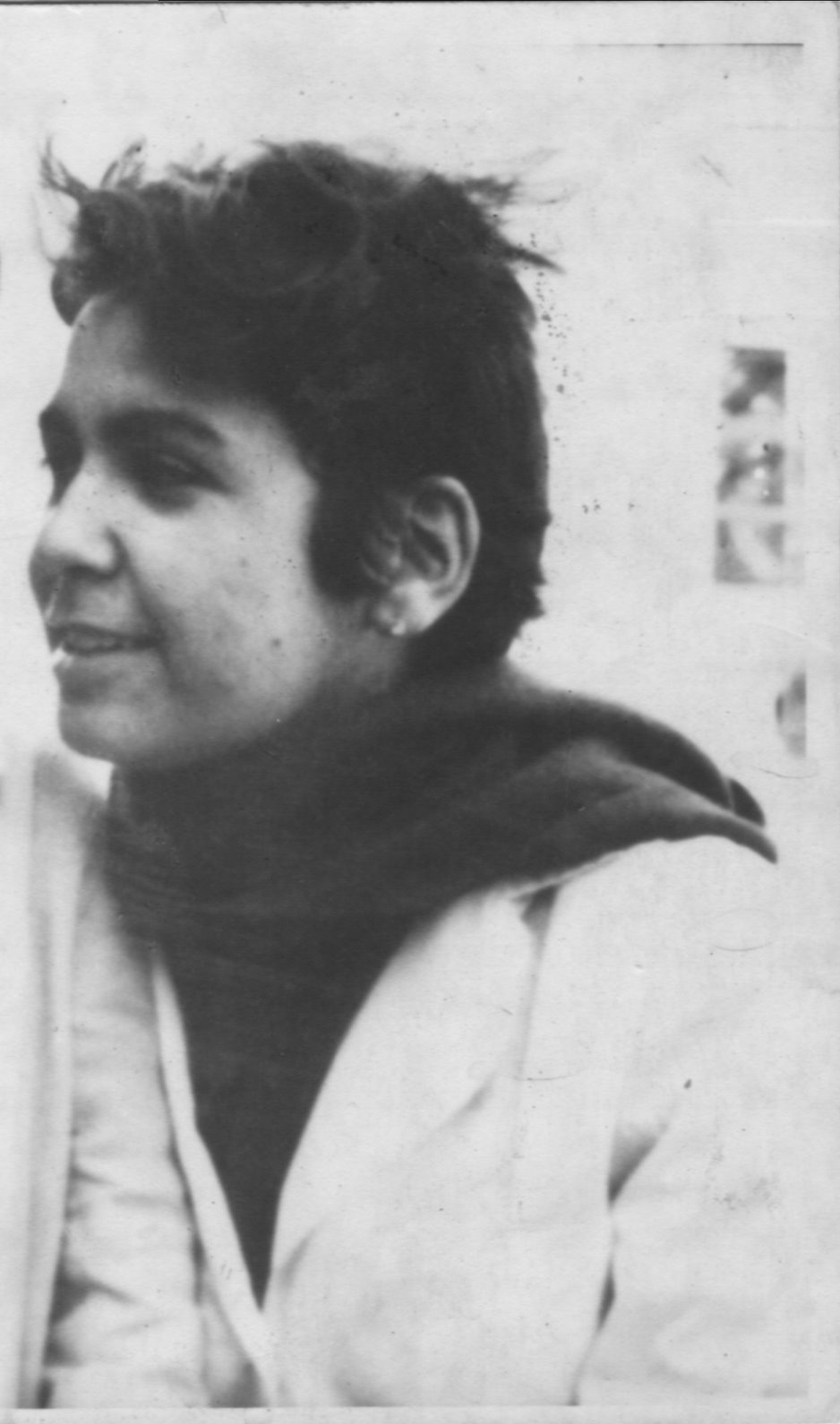
Venezuela rompió relaciones con Uruguay después del violento episodio del secuestro de Elena Quinteros en la embajada de Venezuela en Uruguay.

En 1976 la maestra y militante política uruguaya Elena Quinteros, parte del Partido Por la Victoria del Pueblo, fue forzada por las fuerzas del Estado de la dictadura de Aparicio Méndez a contactar a uno de sus compañeros militantes, por lo cual escapó y se escondió en los jardines de la embajada venezolana en Montevideo, donde dos diplomáticos de la embajada trataron de ayudarla. Sin embargo, estos fueron heridos, mientras que Elena fue capturada y desaparecida posteriormente.
El gobierno de Pérez protestó ante los hechos, pidiendo garantías de la vida de Quinteros y rompiendo relaciones con Uruguay el 6 de julio de 1976. La dictadura uruguaya respondió dándole al embajador venezolano un plazo de 72 horas para abandonar el país. Las relaciones entre ambos países estuvieron interrumpidas por nueve años, hasta la llegada de la democracia en Uruguay durante 1985.

## Asia

### China
El 28 de junio de 1974 se establecieron relaciones diplomáticas con China.

### Palestina
El gobierno de CAP protegió de la Inteligencia británica a Ilich Ramírez (conocido como Carlos, el Chacal) miembro del Frente Popular para la Liberación de Palestina, durante su estadía en Londres, según el diplomático Elías Casado, excónsul de Venezuela en Londres.

## Europa

### España
El gobierno de Pérez apoyó el proceso de democratización en España, jugando un papel en las negociaciones para que el Partido Socialista Obrero Español (PSOE) y el Partido Comunista fueran legalizados.

### Reino Unido

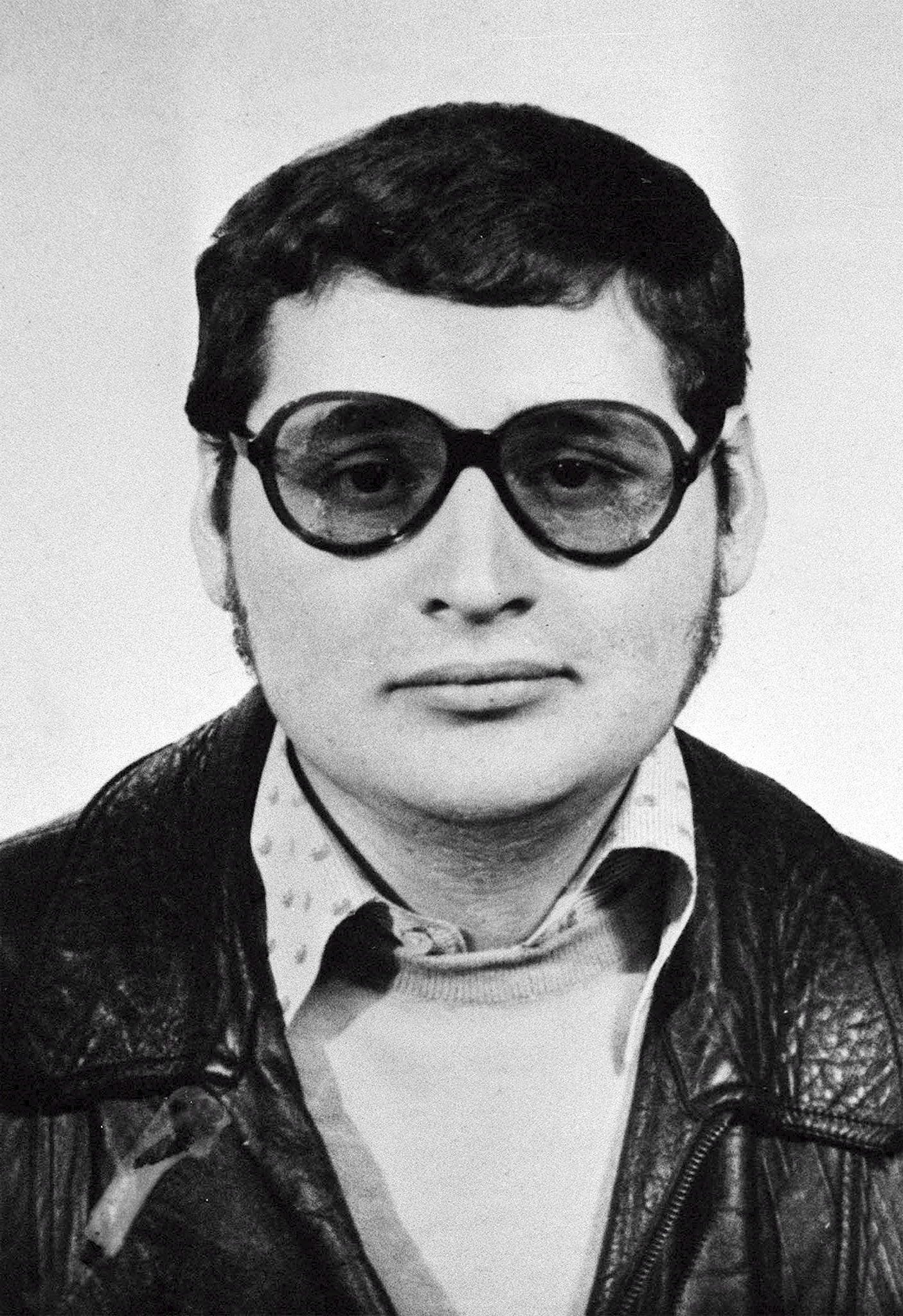
El gobierno de CAP protegió a Carlos El Chacal, miembro del Frente Popular para la Liberación de Palestina, durante su estancia en Reino Unido en la década de 1970.

El gobierno de CAP protegió de la Inteligencia británica a Ilich Ramírez (conocido como Carlos, el Chacal) miembro del Frente Popular para la Liberación de Palestina, durante su estadía en Londres, según el diplomático Elías Casado, excónsul de Venezuela en Londres. Estas órdenes le llegaron a Casado a través de varias llamadas de la directora de la secretaría privada de la presidencia, Gladys Vázquez, y de Cecilia Matos, amante de Pérez, pidiendo velar por Carlos.

### Unión Soviética
El gobierno de Pérez amplió las relaciones con la Unión Soviética (URSS), rotas desde el gobierno de Rómulo Betancourt a raíz de su doctrina homónima y recién reanudadas durante el pasado gobierno de Rafael Caldera. Invitado por el gobierno de la URSS, Pérez visitó Moscú el 24 de noviembre de 1976, con la intención de tratar temas como la ampliación de la cooperación entre ambos países en los sectores económico e industrial, y con respecto a este último, conversar acerca de tecnología petrolífera.

### Yugoslavia
El 17 de marzo de 1976 el presidente yugoslavo Josip Broz Tito visitó Venezuela, reuniéndose con el presidente Carlos Andrés Pérez, y firmando un comunicado conjunto apoyando el Movimiento de Países No Alineados, donde Venezuela era observador.